# Francesco Stelluti
Francesco Stelluti (Fabriano, 12 de janeiro de 1577 — Fabriano, novembro de 1652) foi um polímata, que trabalhou nas áreas da matemática, microscopia, literatura e astronomia. Em parceria com Federico Cesi, Anastasio de Filiis e Johannes van Heeck fundou a Accademia Nazionale dei Lincei em agosto de 1603. Em 1625 publicou o primeiro trabalho sobre observações microscópicas.

## Premiações e honrarias
- Co fundador da Accademia Nazionale dei Lincei, em 1603.